# Est-ovest - Amore-libertà
Est-ovest - Amore-libertà (Est - Ouest) è un film del 1999 diretto da Régis Wargnier.
Fu candidato all'Oscar al miglior film straniero.

## Trama
Giugno 1946: Stalin chiede agli emigrati russi che vivono in occidente di tornare in madrepatria, promettendo loro passaporto ed amnistia. Tra questi, in Francia, vi sono il dottor Alexei Golovin, sua moglie francese Marie e loro figlio; decidono di fare ritorno in Unione Sovietica.
Ma una volta tornato a Odessa, Alexei scopre che i suoi compagni rimpatriati sono finiti in un gulag. Lui si salva perché è medico; la moglie Marie è sotto shock e dichiarata spia dalle autorità russe. Alexei deve presto adattarsi a incarnare il ruolo di felice rimpatriato; Marie non riesce ad accettare questa situazione e fa amicizia con un diciassettenne che si innamora di lei. Quando questi riesce a fuggire dal paese, Marie viene rinchiusa in un gulag. Dopo la morte di Stalin, Marie viene liberata, ma il marito stenta a riconoscerla.
Ma Alexei ha un piano per farla ritornare in Francia.

## Riconoscimenti
- 2000 - Premio Oscar
  - Candidato al Miglior film straniero (Francia)
- 2000 - Golden Globe
  - Candidato al Miglior film straniero (Francia)
- 2000 - Premio César
  - Candidato al Miglior film
  - Candidato alla Migliore regia a Régis Wargnier
  - Candidato per la Miglior attrice protagonista a Sandrine Bonnaire
  - Candidato per la Miglior colonna sonora a Patrick Doyle

## Curiosità
Il film è citato all'inizio di Femme fatale (regia di Brian De Palma), nel momento in cui fu presentato al Festival di Cannes. Sono mostrate alcune scene dei titoli di testa.
L'edizione DVD rilasciata dalla rivista DVD World contiene una traccia ROM, che permette di leggere l'intero testo dei sottotitoli del film, grazie a un file PDF.